# Марсело Салас
Марсело Салас (рођен 24. децембра 1974. године) је бивши чилеански фудбалер. Играо је на позицији нападача.
У својој каријери је наступао за Универзидад Чиле, Ривер Плејт, Лацио и Јувентус.
За фудбалску репрезентацију Чилеа је одиграо 70 утакмица и постигао 37 голова.

## Трофеји

### Универзидад Чиле
- Првенство Чилеа (2) : 1994, 1995.

### Ривер Плејт
- Првенство Аргентине (4) : 1996. (Апертура), 1997. (Клаусура), 1997. (Апертура), 2004. (Клаусура)
- Суперкуп Судамерикана (1) : 1997.

### Лацио
- Првенство Италије (1) : 1999/00.
- Куп Италије (1) : 1999/00.
- Суперкуп Италије (2) : 1998, 2000.
- Куп победника купова (1) : 1998/99.
- Суперкуп Европе (1) : 1999.

### Јувентус
- Првенство Италије (2) : 2001/02, 2002/03.
- Суперкуп Италије (1) : 2002.
- Лига шампиона : финале 2002/03.